# Genisphindus laevicollis
Genisphindus laevicollis is een keversoort uit de familie slijmzwamkevers (Sphindidae). De wetenschappelijke naam van de soort werd in 1979 gepubliceerd door Tapan Sen Gupta & Crowson.